# Blood and Bone
Blood and Bone is een Amerikaanse actiefilm uit 2009 onder regie van Ben Ramsey. De hoofdrol wordt vertolkt door Michael Jai White en overige acteurs in de film zijn onder meer Julian Sands, Eamonn Walker en Dante Basco. De film kwam direct op video uit.

## Verhaal
Bone,  een voormalig soldaat, wordt vrijgelaten uit de gevangenis en arriveert in de onderwereld van Los Angeles. Daar ontmoet hij James, een drugs- en prostitutiebaas die er alles aan doet om respect te krijgen. Laatstgenoemde is gespecialiseerd in het organiseren van straatgevechten, een discipline waarin Bone excelleert. Maar het zijn niet de bergen geld die Bone ertoe aanzetten om James' mannen één voor één te verslaan, maar zijn verlangen om wraak te nemen op James, die verantwoordelijk is voor de moord op zijn goede vriend Danny.

## Rolverdeling
- Michael Jai White - Isaiah Bone
- Julian Sands - Franklin McVeigh
- Eamonn Walker - James
- Dante Basco - Pinball
- Nona Gaye - Tamara
- Michelle Belegrin - Angela
- Bob Sapp - Hammerman
- Dick Anthony Williams - Roberto
- Francis Capra - Tattoo
- Ron Yuan - Teddy D
- Kimbo Slice - JC
- Gina Carano - Veretta
- Maurice Smith - Fasthands
- Ernest Miller - Mommie Dearest
- Kevin Phillips - Danny
- Matt Mullins - Price